# Medicen
 (juillet 2014).
Medicen Paris Region est un pôle de compétitivité mondial des technologies innovantes pour la santé et les nouvelles thérapies, créé en 2005 en région Île-de-France.

## Services aux PME et animation économique de l'écosystème
Porté par Medicen Paris Region, le plan « DEFI Biotech Santé » structure une offre de services intégrés dédiée aux PME.